# شرايين أكيمية
الشرايين الأكيمية هي مجموعة من الشرايين التي تتفرع من الشريان المخي الخلفي وتغذي اجزاء الدماغ المتوسط خصوصا الأكيمة السفلية والأكيمة العلوية وسقف الدماغ المتوسط.